# Dariusz Kuźmina
Dariusz Kuźmina (ur. 30 grudnia 1964 w Skierniewicach) – polski historyk, profesor nauk humanistycznych, pracownik naukowy na Uniwersytecie Warszawskim. Od września 2024 roku dziekan Wydziału Dziennikarstwa, Informacji i Bibliologii Uniwersytetu Warszawskiego w kadencji 2024–2028. 

## Życiorys
W 1984 wstąpił do zakonu jezuitów, ale opuścił go w 1989 i rozpoczął studia historyczne na Uniwersytecie Warszawskim, które ukończył w 1992. Doktorat napisany pod kierunkiem Jana Dzięgielewskiego obronił w 1998. Habilitował się w 2005. Tytuł naukowy profesora uzyskał w 2016. W latach 2016–2024 zajmował stanowisko prodziekana do spraw finansowych Wydziału Dziennikarstwa, Informacji i Bibliologii UW. Do 2016 pełnił funkcję dyrektora nieistniejącego już Instytutu Informacji Naukowej i Studiów Bibliologicznych na Wydziale Historycznym (od 2008; wcześniej przez trzy lata był zastępcą dyrektora tej jednostki). Jest także kierownikiem Interdyscyplinarnych Humanistycznych Studiów Doktoranckich dla wydziałów Uniwersytetu Warszawskiego: Historycznego, Polonistyki oraz Filozofii i Socjologii (od 2009).
Specjalizuje się w problematyce historii Polski XVI–XVIII wieku w kontekście wydarzeń europejskich ze szczególnym uwzględnieniem roli Kościoła katolickiego w tych czasach, tematach związanych z rolą i znaczeniem druku w okresie historii nowożytnej, wykorzystywaniu metod badawczych bibliologii i informatologii do interpretacji roli i znaczenia druku w kulturze książki czasów nowożytnych i współczesnych oraz kwestiach organizacyjnych związanych z ochroną dziedzictwa narodowego Polonii poza granicami Polski. 

## Publikacje monograficzne
- Katechizmy w Rzeczypospolitej XVI i początku XVII wieku (2002)
- Jakub Wujek (1541–1597) : pisarz, tłumacz i misjonarz (2004)
- Wazowie a Kościół w Rzeczypospolitej (2013)